# سیارک ۹۶۷۲
سیارک ۹۶۷۲ (به انگلیسی: 9672 Rosenbergerezek، نامگذاری:1997TA10) نه هزار و ششصد و هفتاد و دومین سیارک کشف شده‌است که در ۵ اکتبر ۱۹۹۷ کشف شد.
قدر مطلق سیارک برابر ۱۳٫۱۰ است.